# Арлі Дінас
Арлі Дінас (ісп. Arley Dinas, нар. 16 травня 1974, Калото) — колумбійський футболіст, що грав на позиції захисника.
Виступав, зокрема, за клуб «Америка де Калі», а також національну збірну Колумбії.

## Клубна кар'єра
У дорослому футболі дебютував 1991 року виступами за команду клубу «Америка де Калі», в якій провів шість сезонів, взявши участь у 120 матчах чемпіонату.
У 1998 році перейшов до складу «Депортес Толіма», кольори якого захищав до 2000 року. У 2001 році перейшов до складу клубу «Депортіво Калі». Того ж року відправився до Японії, де захищав кольори клубу «Сьонан Бельмаре». Наступного, 2002, року повернувся до Колумбії й підписав контракт з клубом «Мільйонаріос», проте вже того ж року переїхав до Аргентини, щоб продовжити кар'єру в «Бока Хуніорс». Кольори клубу захищав до 2003 року.
У 2003 році повернувся до клубу «Депортес Толіма», кольори якого захищав до завершення професіональної кар'єри в 2005 році. 

## Виступи за збірні
1993 року залучався до складу молодіжної збірної Колумбії для участі в Молодіжному чемпіонаті світу з футболу. На молодіжному рівні зіграв у 3 офіційних матчах.
1995 року Ернан Даріо Гомес надав можливість дебюувати Арлі у складі національної збірної Колумбії. У 90-их роках викликався до національної збірної нерегулярно, а в період з 2000 по 2004 роки, коли командою керували Матурана та Рейнальдо Руеда, навпаки регулярно отримував виклик до головної збірної країни. Протягом кар'єри у національній команді, яка тривала 10 років, провів у формі головної команди країни 29 матчів.
У складі збірної був учасником розіграшу Золотого кубка КОНКАКАФ 2000 року у США, розіграшу Кубка Америки 2004 року у Перу. На кубку Америки зіграв у матчах з Болівією (1:0) та Перу (2:2), а колумбійці фінішували на цьому турнірі на 4-му місці.

## Клубна статистика
| Клубні виступи | Клубні виступи  | Клубні виступи | Ліга  | Ліга | Кубок            | Кубок            | Кубок ліги      | Кубок ліги      | Загалом | Загалом |
| Сезон          | Клуб            | Ліга           | Матчі | Голи | Матчі            | Голи             | Матчі           | Голи            | Матчі   | Голи    |
| Японія         | Японія          | Японія         | Ліга  | Ліга | Кубок Імператора | Кубок Імператора | Кубок Джей-ліги | Кубок Джей-ліги | Загалом | Загалом |
| -------------- | --------------- | -------------- | ----- | ---- | ---------------- | ---------------- | --------------- | --------------- | ------- | ------- |
| 2001           | Сьонан Бельмаре | Джей-ліга 2    | 18    | 1    | 2                | 0                | 0               | 0               | 20      | 1       |
| Країна         | Японія          | Японія         | 18    | 1    | 2                | 0                | 0               | 0               | 20      | 1       |
| Загалом        | Загалом         | Загалом        | 18    | 1    | 2                | 0                | 0               | 0               | 20      | 1       |

## Статистика у збірній
| національна збірна Колумбії | національна збірна Колумбії | національна збірна Колумбії |
| Рік                         | Матчі                       | Голи                        |
| --------------------------- | --------------------------- | --------------------------- |
| 1995                        | 2                           | 0                           |
| 1996                        | 0                           | 0                           |
| 1997                        | 0                           | 0                           |
| 1998                        | 0                           | 0                           |
| 1999                        | 1                           | 0                           |
| 2000                        | 13                          | 0                           |
| 2001                        | 5                           | 0                           |
| 2002                        | 0                           | 0                           |
| 2003                        | 3                           | 0                           |
| 2004                        | 5                           | 0                           |
| Загалом                     | 29                          | 0                           |

## Досягнення
- Категорія Прімера A
  -  Чемпіон (2): 1992, 1997
- Бронзовий призер Панамериканських ігор: 1995
- Срібний призер Золотого кубка КОНКАКАФ: 2000